# Сенситометрия
Сенситоме́трия (от лат. sensitivus — чувствительный и греч. μετρέω — измеряю) — учение об измерении свойств светочувствительных материалов. Является одним из разделов метрологии.

## Принципы сенситометрии
1. На образец исследуемого фотоматериала воздействуют нормированным дозированным излучением;
2. Образец обрабатывается в стандартных условиях (проявление, фиксирование);
3. На полученной таким образом сенситограмме измеряются оптические плотности полученных почернений или окрашенных потемнений фотоматериала;
4. Значения полученных плотностей сопоставляют с полученными этими участками материала величинами экспозиции и устанавливают функциональную связь между ними, выражаемую в форме характеристической кривой
5. Из характеристической кривой получают сенситометрические характеристики исследуемого материала.

Так, для чёрно-белых материалов определяется интегральная (общая) светочувствительность, коэффициент контрастности, фотографическая широта и т. п.
В цветной сенситометрии исследуются градационные и цветоделительные свойства фотоматериалов.

## Сенситометрические характеристики
Светочувствительность – это способность фотоматериала регистрировать световое излучение, образовывать почернение под действием света.
Коэффициент контрастности – это градиент прямолинейного участка характеристической кривой, характеризует способность фотографического материала (изображения) передать яркость объекта съемки тем или иным различием оптических плотностей почернений.
Фотографическая широта – это интервал экспозиций, ограниченный началом и концом прямолинейного участка  характеристической кривой.
Интервал экспозиций – это интервал, ограниченный верхним и нижним пределами почернения.

## Сенситометрические системы
Сенситометрическая система — совокупность нормированных способов измерения фотографических свойств фотоматериала.

## История и деление сенситометрии
Первоначально, с созданием фотографии как таковой, учёные ограничивались разработкой способов измерения светочувствительности фотографических материалов.
- 1890 год Ф.Хертер и В.Дриффилд вводят понятие Характеристической кривой. С этого момента сенситометрия подразделяется на:
  - денситометрию, изучающую методы и средства измерения оптической плотности обработанных фотографических материалов;
  - Интегральную сенситометрию, исследующую фотографических свойств материалов, экспонированных светом сложного спектрального состава, преимущественно белым;
  - Спектральную сенситометрию, исследующую свойства материалов в зависимости от длины волны монохроматического света, используемого для их экспонирования.

## Классификация по объекту исследования
В зависимости от объекта исследования, рассматривают:
- Сенситометрию чёрно-белых материалов;
- Сенситометрию цветных материалов;
- Сенситометрию материалов для регистрации ионизирующих излучений;
- Сенситометрию электронных устройств;

## Применяемые инструменты
- Денситометры
- Фотометры и микрофотометры
- Сенситометры